# Kamil Ibragimow
Kamil Anwarowicz Ibragimow (ros. Камиль Анварович Ибрагимов; ur. 13 sierpnia 1993 w Moskwie) – rosyjski szablista, wielokrotny medalista mistrzostw świata.
W 2009 roku zdobył złoty medal w indywidualnej rywalizacji kadetów na mistrzostwach świata juniorów w Belfaście. Na rozgrywanych dwa lata później mistrzostwach świata juniorów w Jordanii był trzeci drużynowo. Wynik ten powtórzył na mistrzostwach świata juniorów w Moskwie w 2012 roku, a na mistrzostwach świata juniorów w Poreču w 2013 roku zdobył złoty medal indywidualnie.
Podczas mistrzostw świata w Budapeszcie w 2013 roku Rosjanie w składzie: Nikołaj Kowalow, Wieniamin Rieszetnikow, Aleksiej Jakimienko i Kamil Ibragimow zdobyli drużynowo złoty medal. W rywalizacji drużynowej zdobył następnie złoty medal na mistrzostwach świata w Rio de Janeiro w 2016 roku, srebrny na mistrzostwach świata w Moskwie w 2015 roku oraz brązowe na mistrzostwach świata w Lipsku w 2017 roku i mistrzostwach świata w Wuxi w 2018 roku.
Wystartował na igrzyskach olimpijskich w Tokio w 2020 roku, zajmując siódme miejsce drużynowo i szóste indywidualnie.
Zdobył srebrny medal drużynowo i brązowy indywidualnie na mistrzostwach Europy w Strasburgu (2014). Dwa lata później, na mistrzostwach Europy w Toruniu był pierwszy w zawodach drużynowych i trzeci w indywidualnych. Następnie zdobył złoto drużynowo na mistrzostwach Europy w Tbilisi (2018) oraz srebrne medale indywidualnie na mistrzostwach Europy w Novim Sadzie (2018) i mistrzostwach Europy w Düsseldorfie (2019).
Jego rodzice: Anwar Ibragimow i Olga Wieliczko także uprawiali szermierkę.